# Episodi di Vita da Carlo (terza stagione)
La terza stagione della serie televisiva Vita da Carlo, composta da 10 episodi, è stata pubblicata il 16 novembre 2024 sul servizio on demand Paramount+, nei paesi in cui il servizio è disponibile.
| n. | Titolo italiano              | Pubblicazione    |
| -- | ---------------------------- | ---------------- |
| 1  | La musica è finita           | 16 novembre 2024 |
| 2  | Il battesimo                 | 16 novembre 2024 |
| 3  | Scoperte e ritorni           | 16 novembre 2024 |
| 4  | Un colpo di sfortuna         | 16 novembre 2024 |
| 5  | Fidelio                      | 16 novembre 2024 |
| 6  | La crisi                     | 23 novembre 2024 |
| 7  | Natale in casa Verdone       | 23 novembre 2024 |
| 8  | Paura e cleptomania a Parigi | 23 novembre 2024 |
| 9  | L'imprevisto                 | 23 novembre 2024 |
| 10 | The winner is...             | 23 novembre 2024 |